# Мяр'я
Мя́р'я (ест. Märja alevik) — селище в Естонії, у міському самоврядуванні Тарту повіту Тартумаа.

## Населення
Чисельність населення на 31 грудня 2011 року становила 691 особу.

## Географія
Селище лежить у західному передмісті Тарту.
Через населений пункт проходить автошлях 92 (Тарту — Вільянді — Кілінґі-Нимме).

## Історія
До 1 листопада 2017 року селище входило до складу волості Тягтвере.